# 瑙雷姆·罗山·辛格
瑙雷姆·罗山·辛格（英語：Naorem Roshan Singh，1999年2月2日—），是印度职业足球运动员，司职后卫或边锋。目前效力印度超级足球联赛俱乐部班加罗尔，也代表印度国家足球队。

## 荣誉

### 俱乐部
班加罗尔
- 杜兰德杯冠军：2022

班加罗尔B
- 班加罗尔超级联赛：2018–19、2019–20

### 国家队
印度
- 三角国际赛冠军：2023